# 老梯子
《老梯子》是藝術家蕭麗虹在1991年至1992年的裝置藝術作品，並由中華民國臺北市臺北市立美術館典藏。1992年，《老梯子》在臺北市立美術館「臺北現代美術雙年展」中得獎，是六件得獎作品之一；而蕭麗虹也是唯一獲獎的女性。

## 創作組成
《老梯子》的創作靈感是來自於想向兒子解釋人生與社會現實的動機，因此挪用现成物的空間轉移，將一隻破舊的木材梯子豎立在一堆細沙之上。由搟泥機製作的灰黑泥色泥管，經過平塑、窯燒成類似人群的形狀。這些十分易碎的泥塑的個體表徵降到最低點，而以擬人化的方式象徵人類。
在梯子下面擁擠地聚集兩堆類似人群的泥塑，呈現出相互爭奪爬上象徵權力與地位的梯子。少數類似人類的泥塑爬上梯子。木材梯子呈現陳舊的深褐色，梯子頂部沒有任何東西，並以暗淡的投射燈燈光照射。另有白色細沙鋪列成島型地面，襯托地面上類似人群的泥塑、及梯子下面的碎片。

## 作品展出
1991年初，隨著其新風格的成熟表現，蕭麗虹在臺北市立美術館舉行個人藝術展「兩個世界」及表演活動。其中《老梯子》這件作品最早以「步步高升？」的名稱展出，直指人類生存於社會的爭求。但是蕭麗虹覺得使用中華文化中的成語並不恰當，因此經反省重新製作作品。其中作品改名為「老梯子」，以一座老舊木材梯子諭示人類在階級層次之間晉身的慾望。
1992年，《老梯子》入選臺北市立美術館「臺北現代美術雙年展」，是六件得獎作品之一；而蕭麗虹也是唯一獲獎的女性。其後《老梯子》獲得臺北市立美術館的典藏。

## 造成影響
藝術評論人陸蓉之表示《老梯子》主要在探討對於人生的現象與追求，進行具有詩意的寓言式作品剖析與表白。她並認為蕭麗虹的美學訓練發揮於色彩配合、物件搭置、實體造型、虛位形製等空間的互動與調適，作品的整體結構調和且互補。徐文琴認為這件作品是對人類社會具有諷刺性的作品，並極具舞臺的效果。